# Glenea langana
Glenea langana é uma espécie de escaravelho da família Cerambycidae. Foi descrito por Maurice Pic em 1903.  É encontrado em Laos, China (Guangxi, Yunnan), Tailândia e Vietname.